# Портрет Клары Серены Рубенс
«Портрет Клары Серены Рубенс» — картина фламандского художника Питера Пауля Рубенса. Написана около 1616 года. На небольшом полотне 37,3 х 26,9 см изображена старшая дочь Рубенса от его первого брака с Изабеллой Брант. В начале 1700-х годах полотно было приобретено Йоханом Адамом Андреасом I, князем Лихтенштейнским. До настоящего времени входит в состав коллекции Лихтенштейнов.

## Происхождение
Картину приобрёл князь Иоганн Первый. По легенде, он выменял её у австрийского императора на пару элитных скакунов.

## Искусствоведы о картине
Картина считается одним из самых трогательных детских портретов в истории мировой живописи.
Нынешний владелец картины, Алоиз Филипп Мария Лихтенштейнский, выделяет её из всей своей коллекции в 1 700 полотен, называя одной из самых любимых, так как в ней «чувствуется, как отец гордился дочкой. Вся его любовь выражена в этой картине».

## Выставки
Крупнейшие выставки:
- 1948 — Шедевры из коллекции князя Лихтенштейнского. Kunstmuseum, Люцерн
- 1955—1969 — Фламандская живопись XVII века. Выставка из коллекций князя Лихтенштейнского. Engländergebäude, Вадуц
- 1974—1986 —
- 1977 —
- 1985—1986 — Лихтенштейн. Княжеская коллекция. Метрополитен-музей, Нью-Йорк[4]
- 1987—1990 — От Брейгеля до Рубенса. Шедевры фламандской живописи. Engländergebäude, Вадуц
- 1995 — Коллекция князя Лихтенштейнского. Национальный музей истории и искусства, Люксембург
- 2003—2004 —
- 2005—2006 —
- 2010—2011 —
- 2013 —
- 2013—2014 — Рубенс, Ван Дейк и фламандская школа живописи: шедевры из коллекции князя Лиштенштейнского. Национальный музей Китая, Пекин. China Art Museum, Шанхай. Государственный музей изобразительного искусства им. А. С. Пушкина, Москва[5][6]
- 2019 — От Рубенса до Макарта — Лихтенштейн: княжеские коллекции. Галерея Альбертина, Вена
- 2020—2021 — Княжеские коллекции Лихтенштейн: пять веков европейской живописи и скульптуры. Национальная галерея искусства, Вашингтон